# Минайленко Максим Олександрович
Минайленко Максим Олександрович (нар. 03 лютого 1998, в місто Ужгород, Закарпатська область, Україна) — український футболіст, захисник.

## Біографія
Спершу Максим Минайленко захопився футболом в дитячі роки і здобував ази гри в місцевій, шкільній секції. Пізніше, як здібний юнак-футболіст, перебрався в СДЮШОР Ужгород, за який виступав й навчався до 2013 року.З 2013 по 2015-й Максим навчався в Дніпропетровському вищому училищі фізичної культури,де і виступав за місцевий клуб ДВУФК.
У 2015 році став гравцем прем'єрлігового «Закарпаття», проте грав виключно за другу команду, провівши 27 офіційних гри за сезон.
Паралельно з тим, в 2015 та 2016 роках, він був заявлений і до обласного турніру, в складі двох клубів: команди села Кінчеш  «Сокіл» та за ужгородський «Спартакус» . У чемпіонаті Закарпатської області Максим провів близько 40 офіційних ігор.
З 2017 року виступає за аматорський клуб «Минай». З 2018 року, разом з командою, набув професійного статусу, адже минайці стартували в турнірі ФФУ, зокрема в Другій лізі першості Україи з футболу.Наразі Максим продовжує свою футбольну кар‘єру за кордоном.

## Досягнення
Потрапивши до команди «Минай», Минайленко Максим щороку прогресував, як у грі, так і в здобутті футбольних трофеїв:
- Чемпіонат України серед аматорів
  - 1 місце, група 1: 2018
- Чемпіонат Закарпатської області
  - Чемпіон: 2017
- Кубок Закарпатської області
  - Володар: 2017, 2018
- Суперкубок Закарпатської області
  - Володар: 2017.